# Jacquemontia sphaerostigma
Jacquemontia sphaerostigma là một loài thực vật có hoa trong họ Bìm bìm. Loài này được (Cav.) Rusby mô tả khoa học đầu tiên năm 1899.